# ZB-30
La ZB-30 i ZB-30J van ser les últimes versions de la famosa metralladora lleugera txecoslovaca ZB-26. Pero, la ZB-30 tenia algunes diferències de disseny que la feien més semblant a la posterior ZGB-33, que va entrar en producció com la Bren.
Igual que la ZB-26, la Wehrmacht va adoptar la ZB-30 després de l'ocupació de Txecoslovàquia amb la denominació MG30(t); va ser utilitzada en el mateix paper que la MG 34, com a metralladora lleugera. En les primeres fases de la Segona Guerra Mundial, la ZB-30 calibre 7,92 mm va ser utilitzada en grans quantitats per les tropes de la Waffen-SS, que inicialment no tenia accés a les línies de subministrament estàndard de la Wehrmacht.
La ZB vz. 30 va ser fabricada sota llicència a Romania durant la Segona Guerra Mundial. Després va ser emprada pels Guàrdies Patriotes.
Comparació de la ZB vz. 26 original i els seus derivats:
| Metralladora           | ZB vz.26 | ZB vz.30 | ZB vz.30J |
| ---------------------- | -------- | -------- | --------- |
| Calibre (mm)           | 7,92     | 7,92     | 7,92      |
| Longitud (mm)          | 1.165    | 1.180    | 1.204     |
| Pes (kg)               | 8,84     | 9,10     | 9,58      |
| Carregador (bales)     | 20       | 20       | 20        |
| Cadència (trets/minut) | 600      | 550-650  | 500-600   |
| Velocitat (m/s)        | 750      | 750      | 750       |